# کتابخانه دانشگاه کمبریج
کتابخانهٔ دانشگاه کمبریج (انگلیسی: Cambridge University Library) کتابخانهٔ اصلی تحقیقاتی دانشگاه کمبریج است.
در میان ۱۱۶ کتابخانهٔ این دانشگاه این کتابخانه بزرگ‌ترین است. این کتابخانه منبع علمی مهمی برای اعضای دانشگاه کمبریج و پژوهشگران خارجی است. در خود دانشگاه از این نهاد اغلب با نام «UL» یاد می‌شود. سی و سه کتابخانهٔ دانشکده‌ای و دپارتمانی در اداره و ادارهٔ مرکزی و تشکیلاتی «کتابخانه‌های دانشگاه کمبریج» همکاران کتابخانهٔ دانشگاه کمبریج هستند.
کتابخانهٔ دانشگاه کمبریج یکی از شش کتابخانهٔ قانونی واسپاری در کشور برابر قوانین بریتانیا است.
علاوه بر نگهداری حدود ۹ میلیون مورد (از جمله نقشه و نت برگ)، این کتابخانه از مسیرهای واگذاری قانونی، خرید و اهدا، هر سال حدود ۱۰۰٬۰۰۰ کتاب و مورد دیگر دریافت می‌کند. کتابخانهٔ دانشگاه کمبریج از نظر بزرگی سهم نگهداری و قرار دادن آنها در دسترسی آزاد و نیز اجازهٔ استفاده دادن به برخی از رده‌های دیگر خواننده از مجموعه‌های خود، در بین کتابخانه‌های واسپاری قانونی بی‌نظیر است.
مکان اصلی کتابخانه «مدرسه‌های قدیمی» در نزدیکی «سنا هاوس» بود تا اینکه نیاز رشد به بیش از فضای موجود از حد گذشت و در دههٔ ۱۹۳۰ ساختمان جدید کتابخانه طراحی و اجرا شد. این کتابخانه مکان یک بیمارستان نظامی سابق در ضلع غربی مرکز شهر کمبریج؛ که اکنون بین کالج رابینسون و ساختمان یادبود «کالج کلر» قرار دارد را، در بر می‌گرفت. این بنا (ساختمان کنونی) که گیلز گیلبرت اسکات آن را طراحی کرد در سال ۱۹۳۴ افتتاح شد. کتابدار، جسیکا گاردنر، دومین زنی است که ادارهٔ این دفتر را بر عهده دارد.